# Mayhem (album của Lady Gaga)
Mayhem (cách điệu bằng các chữ in hoa) là album phòng thu thứ tám của nữ ca sĩ-nhạc sĩ sáng tác Mỹ Lady Gaga được Streamline và Interscope Records phát hành vào ngày 7 tháng 3 năm 2025. Sau khi bước vào những chặng cuối của chuyến lưu diễn The Chromatica Ball, cô đã bắt tay thực hiện sáng tác những ca khúc đầu tiên. Lấy cảm hứng từ tình yêu của Gaga dành cho âm nhạc, với những giấc mơ và quyết định trong quá khứ đem đến sự điên loạn nhưng cũng tràn đầy tình yêu và hy vọng trong con người cô.
Mayhem thuộc thể loại nhạc pop chủ đạo pha trộn với nhiều thể loại phụ khác. Gaga đã hợp tác và làm việc với các nhạc sĩ và nhà sản xuất âm nhạc như Bruno Mars, Andrew Watt, Cirkut, Gesaffelstein và D'Mile để cải tiến và hoàn thiện album trong vòng hai năm. Phần nhạc được tạo dựng từ các nhạc cụ điện tử mang âm hưởng hỗn loạn mạnh mẽ. Một số ca khúc vẫn đi theo cấu trúc sáng tác từ các album đời đầu, trong khi một số bài hát "phá cách" trong cấu trúc thể loại. Album gồm 14 bài hát, trong đó có 2 bài hát đã từng được phát hành. Đề tài album phản ánh sự đa dạng trong ảnh hưởng âm nhạc và trải nghiệm cuộc sống của Gaga.
Hai đĩa đơn được phát hành trước Mayhem là "Disease" và "Abracadabra". Cả hai đều đạt được thành công về mặt xếp hạng và doanh thu sản phẩm. Để quảng bá cho album, ngoài việc Gaga tham dự vào các buổi phỏng vấn và biểu diễn trực tiếp, đội ngũ của cô đã thực hiện một chiến dịch kéo dài sáu ngày, bao gồm tung ra thông tin tác phẩm và phát hành đoạn trailer cho album.

## Bối cảnh
Sau hai năm kể từ khi phát hành album phòng thu thứ sáu Chromatica (2020) với nhiều thành công vang dội. Lady Gaga khởi động chuyến lưu diễn thứ sáu mang tên The Chromatica Ball nhằm quảng bá album trên toàn cầu. Trong những chặng cuối của chuyến lưu diễn, Gaga bắt đầu thực hiện sáng tác album. Vài tháng trước khi công bố album, Gaga đã chia sẻ những bức hình chụp cô trong phòng thu âm trên mạng xã hội. Vào tháng 3 năm 2024, Gaga lần đầu tiên phát biểu trước công chúng về album, tuyên bố trong một cuộc phỏng vấn rằng cô ấy đã "viết một số bài hát hay nhất mà cô ấy có thể nhớ".
Vào tháng 5 năm 2024, cô cho ra mắt bộ phim lưu diễn Gaga Chromatica Ball, trong đó có một đoạn nhạc chưa được công bố ở phần cuối phim. Gaga khẳng định rằng album nhạc pop sắp tới được thực hiện "từ một nơi hạnh phúc". Vị hôn phu của cô, Michael Polansky, đề xuất cho Gaga nên tạo một album nhạc pop và có thể "tận hưởng trọn vẹn niềm vui của nó". Vào giữa năm 2024, Gaga bắt đầu cung cấp thêm các đoạn giới thiệu cho album. Gaga biểu diễn tại lễ khai mạc Thế vận hội mùa hè 2024, trong những bài hát cô trình diễn có bao gồm một vài đoạn trích của hai bài hát chưa được phát hành. Sau đó, vào tháng 9, nữ ca sĩ tiết lộ đĩa đơn chính trong album dự kiến sẽ phát hành vào tháng 10 năm 2024. Cô cũng chia sẻ thêm về album, cho rằng nó là "sự phấn khích của cô khi trở lại với nhạc pop" và cung cấp bản xem trước của đĩa đơn chính. Vào tháng 12 năm 2024, Gaga cũng xác nhận bản song ca của cô với Bruno Mars, "Die with a Smile", sẽ là một ca khúc trong album.

## Sáng tác và sản xuất

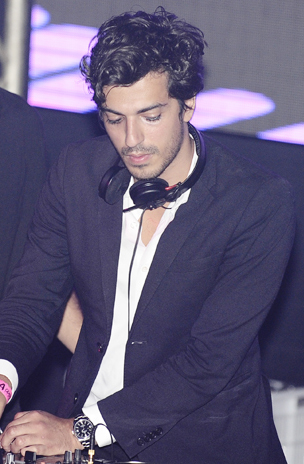
Gesaffelstein (hình năm 2012) là người sản xuất phần lớn các bài hát trong album.

Gaga chia sẻ sự yêu thích của cô với nhạc dance công nghiệp coi nó là sự "hỗn loạn" và "phá cách thể loại" đã làm cảm hứng để cô thực hiện album. Một bài hát không xác định trong album được Vogue mô tả là "mạnh mẽ và đáng ngại, giai điệu sôi động của Gaga vẫn theo phong cách cũ, gây khó chịu nhưng cũng vui tươi". DJ và nhà sản xuất thu âm người Pháp Gesaffelstein đã hợp tác và làm việc để sản xuất album. Album được thu âm tại phòng thu Shangri-La của Rick Rubin, ở Malibu, California, nơi Gaga cũng đã thực hiện Joanne (2016) và nhạc phim Vì sao vụt sáng (2018).
Trong buổi hỏi đáp sau buổi ra mắt album đặc biệt Gaga Chromatica Ball vào tháng 5 năm 2024, Gaga chia sẻ về quá trình sáng tác và thu âm album. Cô mô tả nó là "hoàn toàn khác biệt so với bất kỳ tác phẩm trước đó của cô" và thông báo sẽ thử nghiệm các thể loại nhạc khác và kết hợp với những ảnh hưởng sáng tạo mới. Mỗi bài hát đều phản ánh sự hỗn loạn bên trong con người cô, được trình bày với tông điệu ăn mừng nhằm kết nối với khán giả trong nhiều bối cảnh khác nhau mà cô nói là " từ bữa tiệc đến khoảnh khắc thân mật tại nhà".

## Chủ đề
Ảnh bìa album Mayhem được công bố vào ngày 27 tháng 1 năm 2025 thông qua các nền tảng chính thức của Gaga. Trước thông báo chính thức, các tấm áp phích quảng cáo đã xuất hiện ở Thành phố New York, có hình ảnh đen trắng của Gaga kèm theo nhan đề album và ngày phát hành màu đỏ ở phía dưới. Ở ảnh bìa của bản tiêu chuẩn là khuôn mặt Gaga với mái tóc đen rối bù và khuôn mặt méo mó sau một mảnh kính vỡ. Bức hình được chụp bởi Frank Lebon.
Nguồn cảm hứng cho album này xuất phát từ một khoảng thời gian tự vấn lâu dài và những thử thách cá nhân. Cô mô tả album là "một thủ thách của các thể loại" phản ánh những ảnh hưởng âm nhạc đa dạng và những trải nghiệm sống của cô. Trong một cuộc phỏng vấn với tạp chí Rolling Stone vào tháng 12 năm 2024, Gaga mô tả là một tác phẩm pha trộn nhiều thể loại khác nhau, từ phong cách và cảm xúc khác nhau, tất cả đều được dẫn dắt bởi tình yêu âm nhạc sâu sắc của cô. Nguồn cảm hứng của cô xuất phát từ việc đối mặt với sự lo âu khi quay trở lại dòng nhạc mà khán giả ban đầu của cô từng yêu mến. Cô ví quá trình sáng tác này giống như việc tái tạo một tấm gương đã vỡ: dù các mảnh không thể ghép hoàn hảo như cũ, vẫn có thể tạo ra một thứ gì đó mới mẻ và đầy ý nghĩa, mang vẻ đẹp độc đáo của chính nó.

## Phát hành và quảng bá
Vào ngày 21 tháng 1 năm 2025, Gaga đã bắt đầu công bố đếm ngược trên trang web của mình, kết thúc vào ngày 27 tháng 1. Vào ngày 2 tháng 2 năm 2025, Gaga tiết lộ đĩa đơn thứ ba cùng với video ca nhạc trong thời gian cô tham dự Giải Grammy lần thứ 67.

### Biểu diễn trực tiếp và hòa nhạc
Gaga biểu diễn đĩa đơn thứ ba sắp tới trong giờ nghỉ quảng cáo tại Giải Grammy lần thứ 67 và công bố ngày phát hành vào cùng ngày. Gaga cũng biểu diễn tại Coachella vào tháng 4 năm 2025. Thông tin chi tiết hơn về album đã được tiết lộ vào ngày 27 tháng 1.

### Đĩa đơn
Đĩa đơn chủ đạo của album "Disease" được phát hành vào ngày 25 tháng 10 năm 2024. Ca khúc nhận về phản hồi nhìn chung là tích cực và leo thẳng lên top 40 ở 15 quốc gia, bao gồm vị trí thứ bảy ở Vương quốc Anh và vị trí thứ 27 tại Hoa Kỳ.

## Danh sách ca khúc
| Mayhem – Bản chuẩn | Mayhem – Bản chuẩn                   | Mayhem – Bản chuẩn                                                             | Mayhem – Bản chuẩn             | Mayhem – Bản chuẩn |
| STT                | Nhan đề                              | Sáng tác                                                                       | Sản xuất                       | Thời lượng         |
| ------------------ | ------------------------------------ | ------------------------------------------------------------------------------ | ------------------------------ | ------------------ |
| 1.                 | "Disease"                            | Lady Gaga Andrew Watt Henry Walter Michael Polansky                            | Gaga Watt Cirkut               | 3:49               |
| 2.                 | "Abracadabra"                        | Gaga Watt Walter Susan Ballion Peter Edward Clarke John McGeoch Steven Severin | Gaga Watt Cirkut               | 3:43               |
| 3.                 | "Garden of Eden"                     | Gaga Watt Mike Lévy Walter                                                     | Gaga Gesaffelstein Watt Cirkut | 3:59               |
| 4.                 | "Perfect Celebrity"                  | Gaga Watt Lévy Walter                                                          |                                | 3:49               |
| 5.                 | "Vanish into You"                    | Gaga Watt Walter Polansky                                                      |                                | 4:04               |
| 6.                 | "Killah" (hợp tác với Gesaffelstein) | Gaga Watt Lévy Walter                                                          | Gaga Gesaffelstein Watt Cirkut | 3:30               |
| 7.                 | "Zombieboy"                          | Gaga Watt Walter James Fauntleroy                                              |                                | 3:33               |
| 8.                 | "LoveDrug"                           | Gaga Watt Walter Polansky                                                      |                                | 3:13               |
| 9.                 | "How Bad Do U Want Me"               | Gaga Watt Walter Polansky                                                      |                                | 3:58               |
| 10.                | "Don't Call Tonight"                 | Gaga Watt Walter Polansky                                                      |                                | 3:45               |
| 11.                | "Shadow of a Man"                    | Gaga Watt Walter                                                               |                                | 3:19               |
| 12.                | "The Beast"                          | Gaga Watt Walter Polansky                                                      |                                | 3:54               |
| 13.                | "Blade of Grass"                     | Gaga Watt Lévy Polansky                                                        | Gaga Watt Gesaffelstein        | 4:17               |
| 14.                | "Die with a Smile" (with Bruno Mars) | Mars Gaga Dernst Emile II Fauntleroy Watt                                      | Mars D'Mile Gaga Watt          | 4:11               |

## Đánh giá chuyên môn
| Đánh giá chuyên môn  | Đánh giá chuyên môn |
| Điểm trung bình      | Điểm trung bình     |
| Nguồn                | Đánh giá            |
| -------------------- | ------------------- |
| AnyDecentMusic?      | 7,5/10              |
| Metacritic           | 84/100              |
| Nguồn đánh giá       |                     |
| Nguồn                | Đánh giá            |
| AllMusic             | [ 32 ]              |
| Evening Standard     | [ 33 ]              |
| The Guardian         | [ 34 ]              |
| The Independent      | [ 35 ]              |
| The Line of Best Fit | 7/10                |
| MusicOMH             | [ 37 ]              |
| NME                  | [ 38 ]              |
| Pitchfork            | 8,0/10              |
| Rolling Stone        | [ 40 ]              |
| Slant Magazine       | [ 41 ]              |

## Chứng nhận
| Quốc gia                                                    | Chứng nhận | Số đơn vị/doanh số chứng nhận |
| ----------------------------------------------------------- | ---------- | ----------------------------- |
| Bỉ (BEA)                                                    | Vàng       | 10.000‡                       |
| Canada (Music Canada)                                       | Vàng       | 40.000‡                       |
| Pháp (SNEP)                                                 | Vàng       | 50.000‡                       |
| Ba Lan (ZPAV)                                               | Vàng       | 10.000‡                       |
| Anh Quốc (BPI)                                              | Bạc        | 60.000‡                       |
| ‡ Chứng nhận dựa theo doanh số tiêu thụ và phát trực tuyến. |            |                               |